# High Times

High Times est un mensuel underground créé en 1974 à New York par Tom Forcade (en) et divers défenseurs de la légalisation du cannabis, thème principal de la revue depuis sa création.
Le magazine a donné naissance à une maison d'édition (High Times Books) et un éditeur de musique (High Times Records). En 2017, la société qui édite le magazine s'est relocalisée à Los Angeles.

### Documentation
- (en) Atossa Araxia Abrahamian, « Baking Bad: A Potted History of ‘High Times’ », sur thenation.com, 2013-30-10.